# فالويسكي (لوهانسكا)
فالويسكي (Валуйське) هي مدينة في مقاطعة لوهانسكا في أوكرانيا.
يبلغ عدد سكانها حوالي 3682   نسمة.